# A2744 YD4
A2744_YD4 — удалённая галактика в созвездии Скульптора. Её наблюдение стало возможным благодаря эффекту гравитационного линзирования: она находится за гигантским скоплением галактик Abell 2744, которое увеличило изображение более отдалённой галактики A2744_YD4 в 1,8 раза.
Обнаружена комплексом радиотелескопов ALMA. Красное смещение составляет 8,38, то есть с Земли мы наблюдаем эту галактику в момент, когда возраст Вселенной составлял всего 600 миллионов лет.
В галактике обнаружено большое количество светящейся межзвёздной пыли (около 6 млн масс Солнца), что свидетельствует о том, что вспышки ранних сверхновых там уже произошли. Это самая далёкая галактика из всех, в которых найдена пыль. Космическая пыль содержит кремний, углерод и алюминий. Также при наблюдениях A2744_YD4 было зарегистрировано излучение ионизованного кислорода, который ранее не находили на таком расстоянии и при таком возрасте Вселенной.
Темп звездообразования в A2744_YD4 составляет, по расчётам исследователей, 20 солнечных масс в год (тогда как в Млечном Пути ежегодно образуется всего одна звезда солнечной массы).